# Real Eyes
Real Eyes è il quarto album solista dell'artista statunitense Gil Scott-Heron, pubblicato nel 1980.
| Recensione       | Giudizio |
| ---------------- | -------- |
| AllMusic         | [ 1 ]    |
| Robert Christgau | B+       |

## Tracce
Lato A
1. The Train from Washington – 4:48
2. Not Needed – 3:57
3. Waiting for the Axe to Fall – 4:48
4. Combinations – 3:41
5. A Legend In His Own Mind – 3:41
6. You Could Be My Brother – 6:23
7. The Klan – 4:50
8. Your Daddy Loves You (for Gia Louise) – 3:17

## Classifiche
| Classifica (1981)         | Posizione massima |
| ------------------------- | ----------------- |
| Stati Uniti               | 159               |
| US Top R&B/Hip-Hop Albums | 63                |